# ハドソン・リバー・パーク

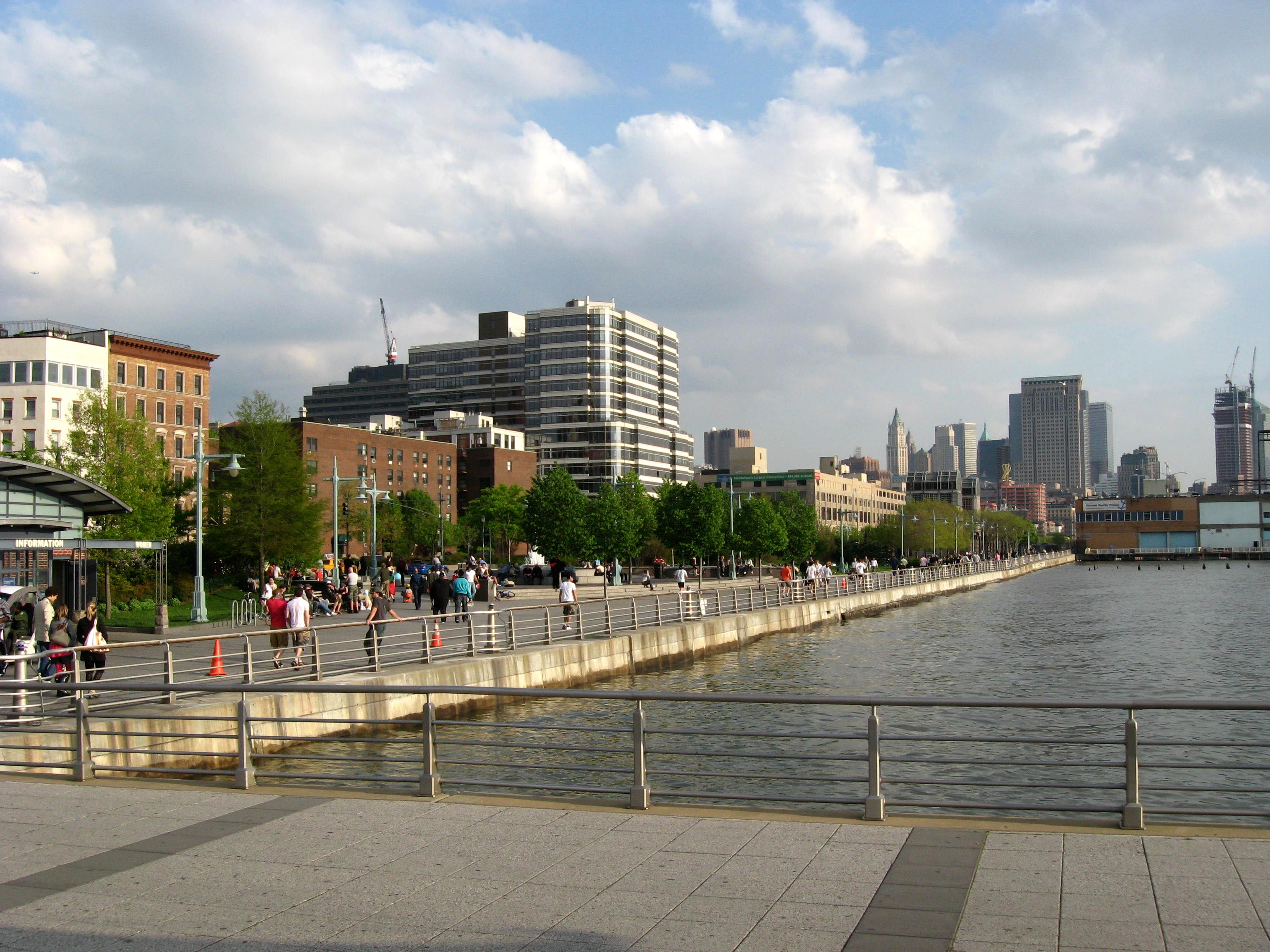
グリニッジ・ヴィレッジの一部

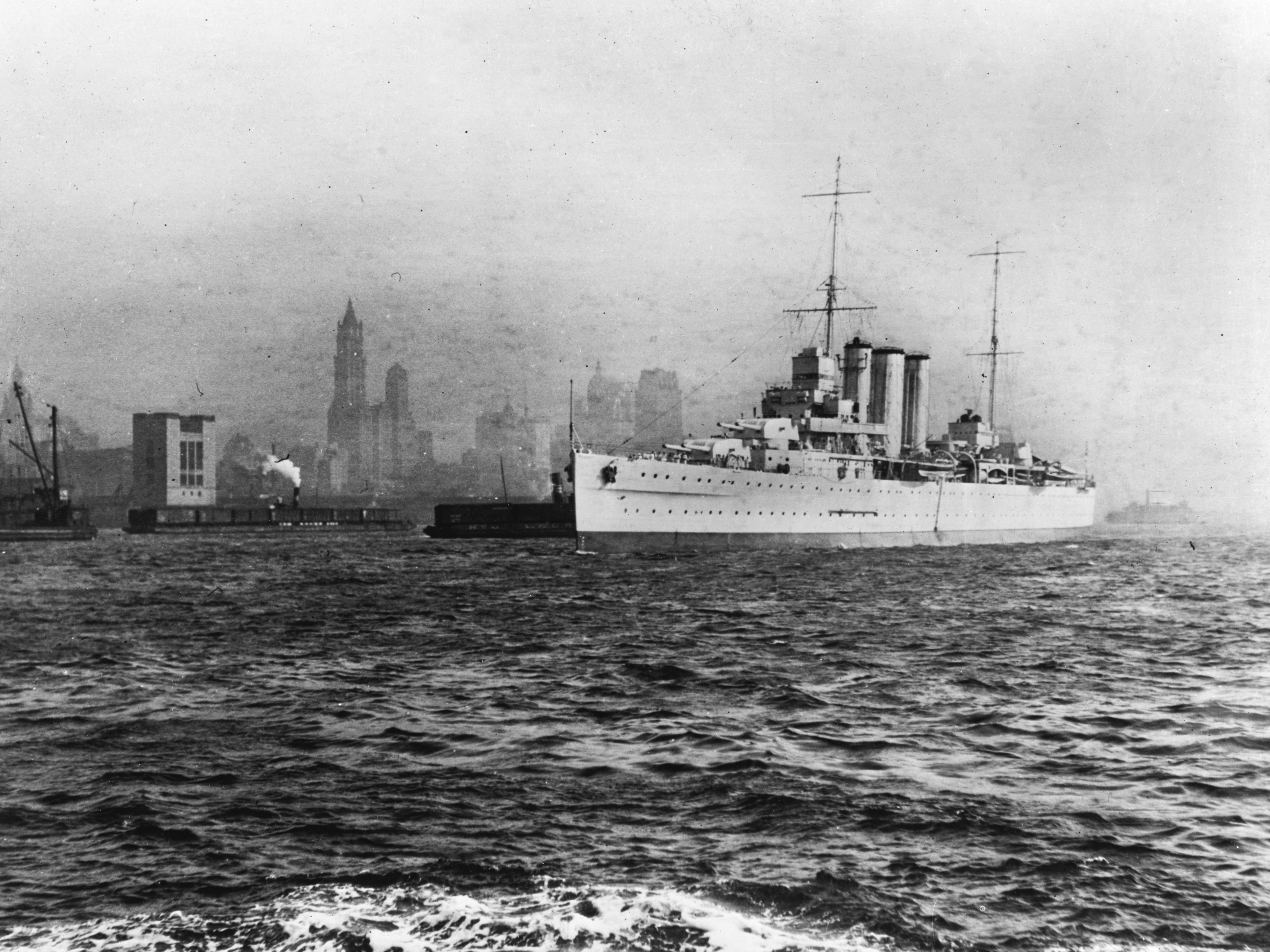
ウェスト・ヴィレッジにあるクリストファー・ストリートのすぐ北のハドソン川の中間地点から、東にロウアー・マンハッタンを見る（1932-1933年頃）

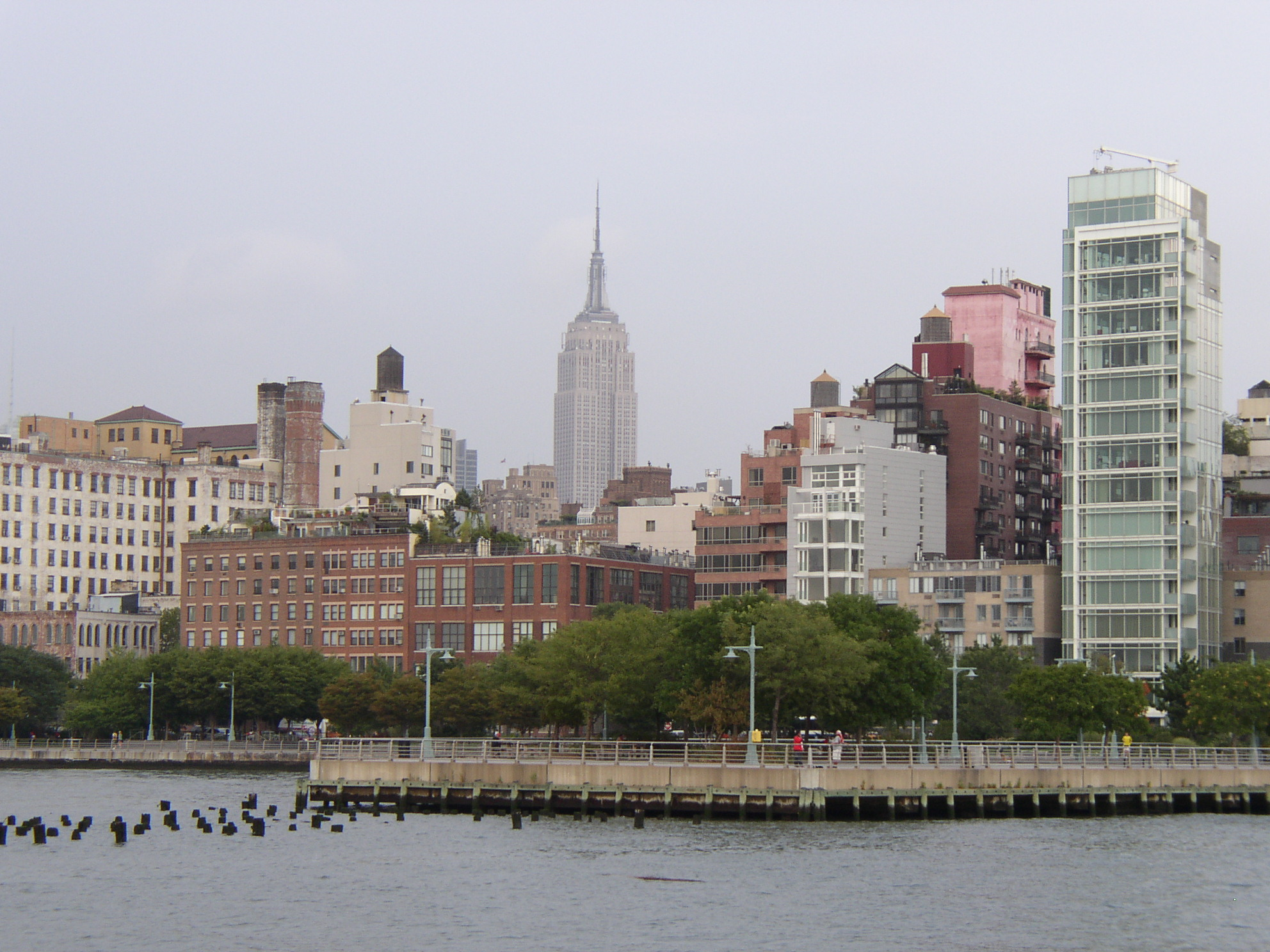
背景にエンパイア・ステート・ビルディングのあるハドソン・リバー・パーク

ハドソン・リバー・パーク（英語: Hudson River Park）は、ニューヨーク市、マンハッタン区の、59丁目の南からバッテリー・パークまで続く、ハドソン川河岸の公園である。マンハッタン・ウォーターフロント・グリーンウェイを含む自転車・歩行者道は、公園の南北にかけて走り、レクリエーション用に河岸につくられた。公園には、テニス、サッカー場、バッティングセンター、子供用プレイグラウンド、ドッグラン、娯楽用埠頭など、たくさんの施設がある。
ハドソン・リバー・パークは、バッテリー・パーク、バッテリー・パーク・シティ、ワールド・トレード・センター、ワールド・フィナンシャル・センター/ウィンター・ガーデン、チェルシー埠頭、57号埠頭、63号埠頭（歴史的な灯台船・フライング・パンと消防船・ジョン・J・ハーニーが停泊する）、イントレピッド海上航空宇宙博物館、リバーサイド・パークなど、多くの娯楽施設や歴史建造物と接している。公園は、マンハッタンにあるロウアー・マンハッタン、バッテリー・パーク・シティ、トライベッカ、グリニッジ・ヴィレッジ、ガンズヴォート・マーケット（ミートパッキング・ディストリクト）、チェルシー、ミッドタウン・ウェスト及びヘルズ・キッチン（クリントン）の地区を通っている。
公園は、ニューヨーク州とニューヨーク市が共同で管理し、面積は550-エーカー (2.2 km2)で、セントラルパークに次ぎ、マンハッタンで2番目に大きい。公園は、断念されたウェストウェイ計画で、ウェストサイド・ハイウェイの修復プロジェクトの一環として登場した。

## 設備
多種の娯楽施設は、ハドソン・リバー・パークの至る所にあり、団体や個人向けのスポーツ、レジャー・アクティビティ、子供向けのアクティビティなどの娯楽を提供している。ハドソン・リバー・パークの長さを具体的に定義するのは、5.0マイルの自転車、ランニング用の小道であり、北端の西59丁目にあるリバーサイド・パーク・サウスと南端のバッテリー・パークを結ぶ。
公園の至る所に、多数の競技場があり、スポーツの中心である、チェルシー・ウォーターサイド・パーク（西23丁目と11丁目）がある。公園には、スポーツ場、バスケットボール・コート、夏の数ヶ月間のみ利用できる水遊び場を備えたプレイグラウンド、それに、2005年5月に「ニューヨーク・マガジン」で「ベスト・オブ・ニューヨーク」に指定されたドッグランが含まれる。
西44丁目の84号埠頭でも、アクティビティが集中している。埠頭にあるビッグ・シティ・フィッシングの無料の釣り場には、手こぎボートの建物、ウォーター・タクシー乗り場を含む、水上関連のアクティビティができる。桟橋にはさらに、ドッグラン、プレイグラウンド、カジュアル・レストランのPD O’Hurleysがある。
他のスポーツ施設には、キャナル・ストリートとハリソン・ストリートのバスケットボール・コート、ハウストン・ストリートとキャナル・ストリートの間にある40号埠頭の南のテニス・コート、西30丁目の期間限定スケート場などが含まれる。ニューヨーク・空中ぶらんこ教室は、40号埠頭の屋根で行われている。
ハドソン・リバー・パークの最大のスポーツ複合施設は、チェルシー埠頭スポーツとエンターテイメント・コンプレックスで、ここには、様々な運動競技のスペースがある。チェルシー埠頭には、他のスポーツ場に囲まれて、バッティングセンター、ボーリング、遊び場、運転場、アイススケートリンク、ロッククライミング施設、体操場やフィットネス関連の設備が整っている。これらの屋内レクリエーション施設に加え、チェルシー埠頭には、敷地内での手こぎボートのアクティビティ、及びいくつかのレストランがある。
公園内には、海関連の遺産がある。ハドソン・リバー・パークには、西26丁目の66号埠頭にアウトリガー・カヌーの、96、66及び40号埠頭に無料カヤックの乗り場がある。

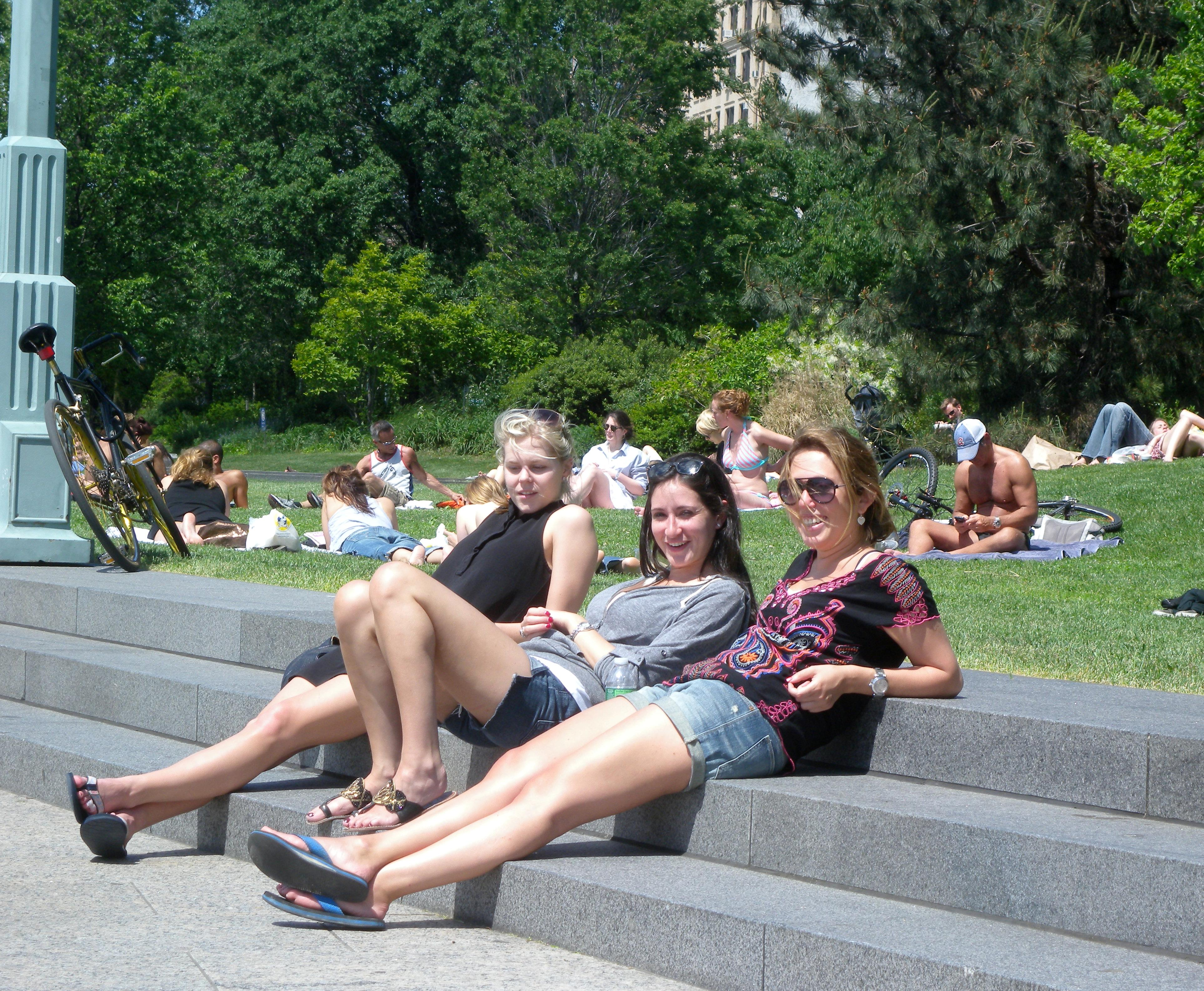
公園での日光浴

たくさんの公園の草で覆われたエリアでは、運動選手以外のレジャー活動を許可している。日光浴は、多くの地域の娯楽で人気がある。クリントン・コーブ（西55丁目）、84号埠頭（西44丁目）、14丁目公園及び45号埠頭は、日光浴用に妨げのない広い緑地を有しており、人気のある場所である。